# Клоун-убийца (фильм, 2000)
«Клоун-убийца» (англ. Killjoy, более известный как «Убивать шутя» или «Обломщик») — американский фильм ужасов 2000 года. Фильм наделён качеством мистики, однако успех был плохим, поэтому в 2002 году вышел сиквел «Клоун-убийца 2: Освобождение от зла», который, несмотря на в 5 раз меньший бюджет, был оформлен лучше оригинала. Однако в сиквеле были задействованы другие актёры, а Килджой стал страшнее. Большинство актёров фильма — чернокожие.

## Сюжет
Темнокожий молодой человек по имени Майкл не имеет друзей, его постоянно все бьют и унижают. Но однажды он знакомится с очаровательной девушкой Джадой, в которую моментально влюбляется. Складывается впечатление, что и Джада отвечает ему взаимностью. Кажется, что в жизни Майкла появилось счастье, но не тут-то было. У Джады есть парень по имени Лоренцо, главарь самой крутой банды Бруклина. Прознав о новом друге своей возлюбленной, Лоренцо впадает в бешенство. Естественно, Майкла самым жестоким образом избивают.
Майкл, избитый и слабый, возвращается домой и проводит ритуал чёрной магии над кукольным клоуном с чёрными волосами по имени Килджой. Вдруг в его дом врываются приятели Лоренцо и отвозят Майкла в поле. Там они издеваются над ним и говорят, что хотят убить его, направляя на Майкла ружье, заряженное холостыми патронами. Но во время игры неожиданно из ствола выходит настоящая пуля и Майкл погибает.
Проходит год, и кто-то начинает убивать всех членов банды Лоренцо. Через некоторое время выясняется, что Майкл восстал из мёртвых в образе Килджоя и теперь намерен за себя отомстить…

## В главных ролях
| Актёр         | Роль    |
| ------------- | ------- |
| Анхель Варгас | Килджой |
| Вера Йелл     | Джада   |
| Ли Маркс      | Джамал  |
| Ди Ди Остин   | Моника  |